# Whip It!
A Whip It! című dal az amerikai rapper, énekes LunchMoney Lewis és Chloe Angelides közös dala, mely 2015 augusztus 7-én jelent meg a Kemosabe Records kiadónál. A dal zenei alapjául a Dazz Band Let It Whip című dal szolgált.

## Megjelenések
CD Single  Sony Music – 88875171632
- 1 Whip It! - 4:03

Featuring – Chloe Angelides
- 2 Bills	- 3:24

## Videóklip
2015 augusztus 19-én a YouTube-ra felkerült a videóklip, melyben lányok láthatóak korcsolyázás közben a tengerparton és a városban. Két másik videó is felkerült a YouTubera, egy "hangos" videó, és egy hivatalos verzió is napvilágot látott. A három videónak összesen 9 milliós nézőtábora van a YouTubeon.
A hivatalos változat szeptember 15-én jelent meg, ahol LunchMoney egy 70-es évekbeli öltönyben énekel, mögötte Angelides, és a táncosok.

## Slágerlisták

### Heti összesítések
| Slágerlista(2015)                           | Legjobb helyezések |
| ------------------------------------------- | ------------------ |
| Ausztrália (ARIA)                           | 11                 |
| Ausztria (Ö3 Austria Top 40)                | 72                 |
| Belgium (Ultratip Wallonia)                 | 4                  |
| Németország (Media Control Charts)          | 23                 |
| New Zealand Heatseekers (Recorded Music NZ) | 6                  |

### Év végi összesítések
| Slágerlista (2015) | Helyezések |
| ------------------ | ---------- |
| Ausztrália (ARIA)  | 64         |